# Brucjowie
Brucjowie, Bruttowie byli starożytnym ludem, który zamieszkiwał południowy kraniec Półwyspu Apenińskiego, od granic Lukanii do sycylijskich cieśnin i cypla Leucopetra, mniej więcej na obszarze współczesnej Kalabrii, zwany od nich Bruttium.
Mówili językiem oskijskim, należącym do podgrupy oskijsko-umbryjskiej języków italskich.
Brucjowie zorganizowali się w konfederację miast ze stolicą w Cosentii.
W IV wieku p.n.e. Brucjom udało się obronić przed Aleksandrem z Epiru i Agatoklesem z Syrakuz, dzięki zwycięstwu w bitwie pod Pandozją (Pandosja).
W czasie II wojny punickiej stanęli po stronie Hannibala.
Później zostali podbici przez Rzymian, a ich język wtopił się w łacinę.